# Liste der Naturdenkmale in Mühlhausen-Ehingen
| Naturdenkmale | Anzahl |
| ------------- | ------ |
| FND           | 2      |
| END           | 3      |
| Gesamt        | 5      |

Die Liste der Naturdenkmale in Mühlhausen-Ehingen nennt die verordneten Naturdenkmale (ND) der im baden-württembergischen Landkreis Konstanz liegenden Gemeinde Mühlhausen-Ehingen. In Mühlhausen-Ehingen gibt es insgesamt fünf als Naturdenkmal geschützte Objekte, davon zwei flächenhafte Naturdenkmale (FND) und drei Einzelgebilde-Naturdenkmale (END).
Stand: 1. November 2016.

## Flächenhafte Naturdenkmale (FND)
| Name                     | Bild | Kennung     | Einzelheiten       | Position | Fläche Hektar | Datum         |
| ------------------------ | ---- | ----------- | ------------------ | -------- | ------------- | ------------- |
| Kiesgrube Betteläcker    | BW   | 83350970004 | Mühlhausen-Ehingen | ⊙        | 2,8           | 29. Nov. 1984 |
| Toteisloch Rupfdenvogel  | BW   | 83350970005 | Mühlhausen-Ehingen | ⊙        | 0,7           | 20. Dez. 1984 |
| Legende für Naturdenkmal |      |             |                    |          |               |               |

## Einzelgebilde (END)
| Name                         | Bild | Kennung     | Einzelheiten                                                   | Position | Fläche Hektar | Datum         |
| ---------------------------- | ---- | ----------- | -------------------------------------------------------------- | -------- | ------------- | ------------- |
| Baumgruppe: 3 Sommerlinden   | BW   | 83350970003 | Mühlhausen-Ehingen                                             | ⊙        | 0,0           | 21. Dez. 1978 |
| 1 mächtige Fichte – gelöscht |      | 83350970001 | Mühlhausen-Ehingen Nicht mehr in der LUBW-Datenbank vorhanden. | ???      | 0,0           | 21. Dez. 1978 |
| 1 Stieleiche                 |      | 83350970002 | Mühlhausen-Ehingen                                             | ⊙        | 0,0           | 21. Dez. 1978 |
| Legende für Naturdenkmal     |      |             |                                                                |          |               |               |